# Róża karnawałowa

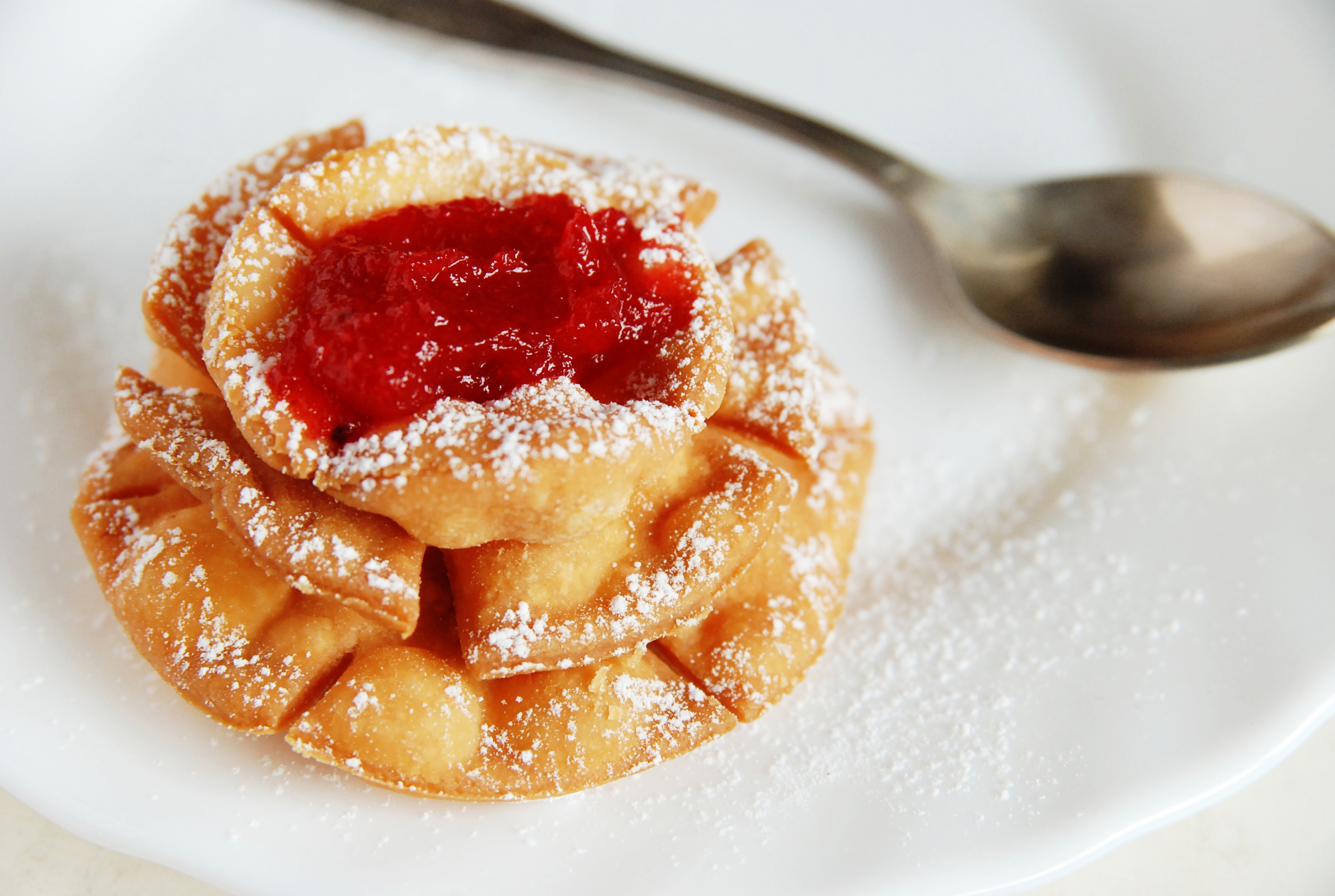
Róża karnawałowa

Róża karnawałowa (róża chrustowa) – tradycyjne polskie chrupkie ciastko o kształcie przypominającym kwiat róży. Najczęściej spożywane w tym samym okresie, co faworki: w czasie karnawału i tłustego czwartku lub na ostatki. 
Przygotowuje się ją tak samo jak faworki, z ciasta zbijanego; jedyną zasadniczą różnicą jest kształt. Na jedną różę potrzebne są trzy krążki wycięte z rozwałkowanego ciasta, o różnej średnicy i ponacinanych brzegach. Kółka skleja się ze sobą, jedno kładąc na drugim i smaży na głębokim tłuszczu. Na środek wkłada się wisienkę lub niewielką ilość marmolady z dzikiej róży, a następnie całość posypuje cukrem pudrem.